# Бецендорф (Доња Саксонија)
Бецендорф (њем. Betzendorf) град је у њемачкој савезној држави Доња Саксонија. Једно је од 43 општинска средишта округа Линебург. Према процјени из 2010. у граду је живјело 1.143 становника. Посједује регионалну шифру (AGS) 3355008.

## Географски и демографски подаци
Бецендорф се налази у савезној држави Доња Саксонија у округу Линебург. Град се налази на надморској висини од 70 метара. Површина општине износи 32,7 km².

## Становништво
У самом граду је, према процјени из 2010. године, живјело 1.143 становника. Просјечна густина становништва износи 35 становника/km².